# Zasoby przemysłowe
Zasoby przemysłowe: zasoby kopaliny spełniające kryterium przemysłowości. Do zasobów tych kwalifikowane są geologiczne zasoby bilansowe, które spełniają następujące warunki określone w rozporządzeniu Ministra Środowiska. Regulacją nadrzędną w tym zakresie jest Ustawa Prawo Geologiczne i Górnicze.
Kwalifikację zasobów do kategorii przemysłowych i nieprzemysłowych dokonuje się w oparciu o dwa główne kryteria: ekonomiczne i techniczne.
Jako kryterium brzegowe od strony ekonomicznej ustala się graniczną koncentrację składników użytecznych gwarantujących zerowy zysk z operacji wydobywczych i przeróbczych, czyli zrównoważenie kosztów stałych i ruchomych.
Drugim kryterium jest kryterium techniczne, które pozwala przekwalifikować zasoby w przypadku braku technicznych możliwości eksploatacji w danych warunkach geologiczno górniczych, lub z powodu konieczności zabezpieczenia istniejącej infrastruktury technicznej, jak przykładowo w filarach szybowych. 
Rozporządzenie nie zabrania eksploatacji zasobów nieprzemysłowych zakwalifikowanych tam z powodów ekonomicznych, jeżeli jest to w jakiś sposób uzasadnione.